# Gofraid mac Fergusa
Gofraid mac Fergusa o Godred MacFergus (m. 853) fue un caudillo hiberno-nórdico que gobernó las islas Hébridas y quizás la Isla de Man en el siglo IX. Su existencia, por lo menos en la forma que aparece en los anales irlandeses se considera cuestionable, donde se le menciona como rey de las Hébridas.
Gofraid aparece en los anales de los cuatro maestros en su entrada para el año 835 (real 839) donde se le denomina caudillo vikingo de Airgíalla, y menciona que fue al reino de Alba para fortalecer el Reino de Dalriada por requerimiento de Cináed mac Ailpín. Los anales de los cuatro maestros informan de su muerte en 853:
Gofraid mac Fergusa, toisech Innsi Gall
Gofraid mac Fergusa, Señor de las Islas de los extranjeros, o sea las islas Hébridas. El término Innsi Gall es un anacronismo. Por otro lado, una muerte también se reporta en los anales fragmentarios de Irlanda, hacia 874, pero posiblemente se trate de otro Gofraid o Guthfrith.
No obstante, las referencias sobre Gofraid fueron añadidas posteriormente en la Edad Media figurando como antecesor de Somerled, progenitor del Clann Somhairle, por lo tanto del Clan Donald y es posible que solo fueran entradas para glorificar al Clan Donald. Una genealogía sobre Somerled cita al padre de Gofraid como Erc; si esto es así, Gofraid sería hijo del sombrío fundador del reino de Dál Riata Fergus Mór, que si hubiera certeza de su existencia hubiera gobernado en el siglo VI, unos doscientos años antes, algo improbable.